# Stigmella myrtillella
Stigmella myrtillella là một loài bướm đêm thuộc họ Nepticulidae. Nó được tìm thấy ở Fennoscandia và miền bắc Nga đến Pyrenees, Italia và Bulgaria, và từ Ireland đến Ukraina.
Sải cánh dài 5,4-6,3 mm. Con trưởng thành bay vào tháng 5 và tháng 6.
Ấu trùng ăn Vaccinium myrtillus và Vaccinium uliginosum. Chúng ăn lá nơi chúng làm tổ. 